# Orsola Benincasa
Orsola Benincasa (21. října 1547 Neapol – 20. října 1618 tamtéž) byla italská řeholnice, mystička a zakladatelka Sester theatinek Neposkvrněného početí Panny Marie.

## Život
Narodila se 21. října 1547 v Neapoli. Byla příbuzná svaté Kateřiny Sienské. V brzkém věku přišla o otce a byla vedena k náboženskému životu. Její bratr se stal knězem a sama požádala o přijetí do kláštera Řádu klarisek-kapucínek, ale byla odmítnuta. Kolem roku 1581 se poté uchýlila do poustevny poblíž hradu Castel Sant'Elmo na řece Vomero, kde si získala mnoho příznivců.
Po mystickém zážitku ji 3. května 1582 ve Frascati přijal na audienci papež Řehoř XIII., kterému oznámila, že od Boha obdržela úkol předávat reformní poselství celé církvi. Byla předvedena před komisi v níž byli i Giulio Antonio Santori a Filippo Neri, kteří uznaly její ctnosti.
Vrátila se do Neapole, kde roku 1585 založila Oblátky Neposkvrněného početí, které se věnovaly výchově mládeže. Roku 1617 založila po jednom z vidění Kongregaci poustevnic Neposkvrněného početí. Jednalo se o přísně klauzurní řeholnice věnující se kontemplativní modlitbě, aby silou modlitby podporovaly apoštolské dílo oblátů.
Do své kongregace přijala Giulii Di Marco, která byla považována za světici a následně odsouzena za kacířství.
Zemřela 20. října 1618 v Neapoli.
Před svou smrtí požádala otce Theatiny, aby její kongregace přijali pod své vedení, což odmítli, protože její prosba byla v rozporu s konstitucemi řádu. Roku 1633 po získání souhlasu papeže Urbana VIII. přešli oblátky a poustevnice pod jurisdikci Theatinů.

## Proces svatořečení
Proces svatořečení byl zahájen roku 1626. Dne 7. srpna 1793 uznal papež Inocenc XIII. její hrdinské ctnosti.